# Tour de Capannella
La tour de Capannella est une tour génoise située sur la commune de Serra-di-Ferro, sur la côte sud-ouest de la Corse.

## Historique
Elle a été bâtie dans la seconde moitié du XVIe siècle. Elle faisait partie du système de défense érigé par la république de Gênes entre 1530 et 1620 contre les pirates et corsaires barbaresques.

## Classement
Cette tour a été ajoutée à l'Inventaire général du patrimoine culturel en 2002.